# Caio Fúrio Pácilo (cônsul em 251 a.C.)
Caio Fúrio Pácilo (em latim: Caius Furius Pacilus) foi um político da gente Fúria da República Romana eleito cônsul em 251 a.C. com Lúcio Cecílio Metelo.

## Consulado (251 a.C.)

Teatro de operações da Primeira Guerra Púnica entre 253 e 251 a.C..
Território siracusano
Território cartaginês
Territórios romanos
1. Ataque naval e recuo dos romanos em Lilibeu (253 a.C.).
2. Romanos atacam a costa africana. Frota romana destruída por uma tempestade (253 a.C.).
3. Romanos finalmente tomam as ilhas Líparas (252 a.C.).
4. Romanos tomam Hímera (Thermae) (c. 252 a.C.).
5. Ieta, Solous e Petra firmam a paz com Roma (251 a.C.).
6. Tíndaris firma a paz com Roma (251 a.C.).
7. Romanos atacam e capturam Kephalodon e Panormo (251 a.C.).
8. Tentativa cartaginesa de recapturar Panormo repelida (251 a.C.).

Foi eleito com Lúcio Cecílio Metelo em 251 a.C., décimo-quarto ano da Primeira Guerra Púnica. Ambos os cônsules foram enviados pelo Senado para a Sicília para enfrentar o exército cartaginês de Asdrúbal Hanão. O exército, porém, ficou inativo por um longo tempo, pois as tropas temiam os elefantes do exército romano e os dois não acharam sábio enfrentá-los em combate. Dada a inatividade, o Senado decidiu convocar a Roma o cônsul Caio Fúrio, o que deu oportunidade a Asdrúbal de atacar Metelo em Panormo, que o derrotou na Batalha de Panormo, matando grande parte do exército cartaginês e capturou todos os seus elefantes, que foram exibidos em seu triunfo em Roma.
Esta vitória consolidou a supremacia romana na Sicília e teve uma influência decisiva no destino da guerra.